# Köy (Turchia)
Köy (pl. Köyler) è il nome ufficiale per un insediamento rurale in Turchia.

## Amministrazione
Il termine Köy è usato per insediamenti di meno di 2.000 abitanti. Gli insediamenti con una popolazione compresa tra 2.000 e 20.000 abitanti sono indicati come Belde (piccole città) mentre quelli con una popolazione superiore vengono chiamati "Şehir" (città). Lo stato è rappresentato nei villaggi dal capo del villaggio (Muhtar). Questi è consigliato dal cosiddetto Consiglio degli Anziani (ihtiyarlar meclisi), un organo eletto che comprende      l'imam del villaggio e l'insegnante della scuola del villaggio. Gli abitanti del villaggio possono essere coinvolti nel lavoro comunitario (imece), il quale serve per costruire strade, scuole o sistemi fognari. Su ordine del Consiglio degli Anziani, può essere anche riscossa una tassa di villaggio (salma). 
Amministrativamente, gli insediamenti molto piccoli possono anche essere affiliati come Mahalle in un altro villaggio.

## Struttura

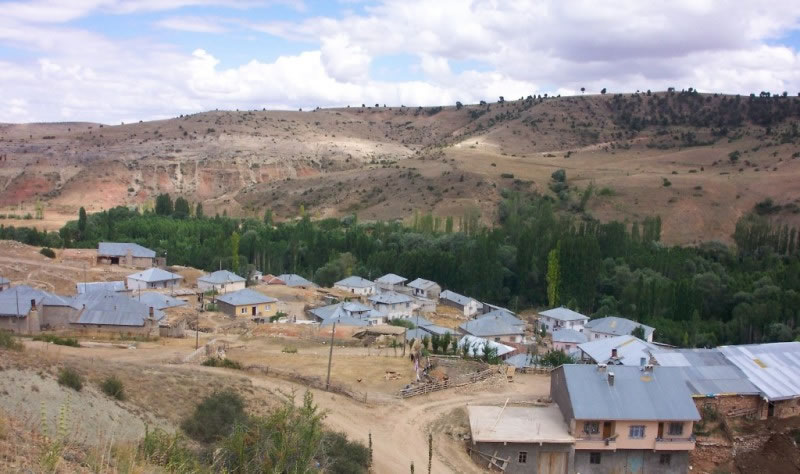
Emlakkale, Şarkışla, un tipico Köy turco

Nel 1959 ancora il 65,6% della popolazione totale viveva nei villaggi. Nel 2008, la percentuale della popolazione del villaggio era di circa il 29%.
A causa della mancanza secolare di influenza dello stato, i villaggi in Turchia spesso assumono forme irregolari. Con l'andar del tempo, gli insediamenti tendono ad addensarsi. Un'eccezione è costituita dai villaggi dei rifugiati islamici, i cosiddetti villaggi Muhadschir. Questi furono creati nel XIX secolo e hanno spesso uno schema regolare a scacchiera.
Una particolarità degli insediamenti rurali in Turchia sono gli insediamenti stagionali. Hanno avuto origine dallo stabilirsi di forme di vita nomadi e semi-nomadi in Anatolia in connessione con l'insediamento turco. I villaggi estivi sono chiamati Yayla e i villaggi invernali, per forza di cose meglio sviluppati, Kıla.

## Assetti proprietari
In Anatolia, l'agricoltura indipendente su piccola scala ha dominato attraverso i secoli. La grandezza della fattoria tradizionale connotava una tenuta (çiftlik) che poteva essere gestita con una coppia di buoi (çift). Le piccole dimensioni delle fattorie erano anche dovute all'economia di sussistenza. A seconda della qualità del suolo, le dimensioni di una cascina variavano a seconda della tradizione amministrativa ottomana tra 60 e 120 Dönüm (6-12 ettari). La divisione ereditaria delle tenute causò anche un'ulteriore frammentazione della piccola proprietà fondiaria. La percentuale di popolazione senza terra è in media con quella delle altre società agrarie. Nelle aree curde nell'est e nel sud-est della Turchia, i capi Aşiret erano spesso registrati come proprietari terrieri. La proporzione della popolazione senza terra in quelle zone è tra il 60 e l'80%.